# Semiarianizm
Semiarianizm – pogląd teologiczny w starożytnym chrześcijaństwie, odłam arianizmu, zakładający, że Bóg Ojciec i Syn Boży nie mają identycznej natury (homouzja), a jedynie podobną (gr. homoiousios). Pogląd ten głoszony był od około 356 roku przez Bazylego z Ancyri i jego zwolenników (zwanych homojuzjanami, od greckiego terminu). Semiarianizm był próbą pogodzenia ortodoksji w chrześcijaństwie z arianizmem, w szczególności w kwestiach dotyczących wzajemnej relacji osób Trójcy Świętej.